# Erik Trana
För andra betydelser, se Erik Trana (olika betydelser).
Erik Andreas Trana (i riksdagen kallad Trana i Göteborg), född 22 april 1847 i Göteborgs domkyrkoförsamling, död 19 juni 1933 i Göteborgs Vasa församling, var en svensk ämbetsman, politiker och egyptolog.
Erik Trana blev 1866 student vid Uppsala universitet, där han blev filosofie kandidat 1871 och filosofie doktor 1872 samt avlade hovrättsexamen 1876. Efter att ha blivit utnämnd till vice häradshövding 1877, började han samma år tjänstgöra vid Göteborgs rådhusrätt och avancerade efter hand till justitierådman (1897) och justitieborgmästare (1908–1917).
Bland Tranas offentliga uppdrag märks, att han var vice ordförande i åtskilliga lokala styrelser samt ordförande hos kyrkofullmäktige (sedan 1903), i drätselkammaren (1904–1905), i Göteborgs trädgårdsförenings styrelse (1912–1915) och i styrelsen för Göteborgs museum (1915–1919).
Trana var riksdagsman (högerman) för Göteborgs stads valkrets i andra kammaren mandatperioden 1903–1905 och tillhörde första kammaren 1910–1916. Trana kandiderade till andra kammaren redan för mandatperioden 1900–1902, men hamnade ett fåtal röster bakom den kandidat som valdes med lägst antal röster. I riksdagen var han ledamot av lagutskottet 1911–1916.
Utöver doktorsavhandlingen Historisk framställning af åsikterna om den typiska pollenutvecklingen (1872)
utgav Trana Zur Erklärung des Siegeshymnes des Merenptah (1903), Ett blad ur Egyptens historia vid början af femtonde förkristna seklet (1906) och Några hittills oförklarade hieroglyfer (1918).